# Часопростір
Часопро́стір, або хроното́п (від грецьких слів χρόνος «час» і τόπος «місце») — взаємозв'язок часових і просторових відносин в художньому творі. Хронотоп — культурно осмислена позиція художнього твору, більш стійкі й об'ємні моделі якої складаються з елементарних. Кожен мотив має свій хронотоп [1; 400], а отже, вони можуть співіснувати, взаємовключатися, переплітатися, зіставлятися, протиставлятися, або «перебувати в більш складних взаємовідносинах» [1; 401]. Розглядаючи художній час і художній простір, слід виходити з того, що хронотоп та мотиви, які його розширюють й ускладнюють, мають сюжетне значення, являючись організаційними центрами основних подій.
Термін хронотоп вжитий А. Ухтомським у контексті його фізіологічних досліджень, а після праці М. Бахтіна «Форми часу і хронотопу в романі» став популярним у гуманітарній сфері: «Хронотоп у літературі має суттєве жанрове значення. Можна прямо сказати, що жанр і жанрові різновиди визначаються саме хронотопом, при цьому у літературі провідним началом у хронотопі є час. Хронотоп як формально-змістова категорія визначає (суттєво) і образ людини у літературі; цей образ завжди суттєво хронотопічний…».
У художньому світі просторові і часові компоненти зливаються в осмислене і прикметне ціле. Час згущується, ущільнюється, стає художньо зримим; простір інтенсифікується, втягується в рух часу, сюжету, історії. Прикмети часу розкриваються в просторі, і простір осмислюється і вимірюється часом. Крім того, М. Бахтін вважав, що часо-просторові визначення в мистецтві та літературі завжди емоційно-ціннісно забарвлені. Вчений розглядав хронотопи:
- ідилічні,
- містеріальний,
- карнавальний, а також хронотопи

- дороги,
- порогу,
- замку,
- вітальні,
- салону,
- провінційного міста.

М. Бахтін говорив про хронотопічні цінності, сюжетоутворюючу роль хронотопу і називав його категорією формально-змістовою. Він наголошував, що художньо-смислові моменти не піддаються просторово-часовим визначенням, але водночас «усякий вступ у сферу смислів відбувається лише через ворота хронотопів». Хронотопічне начало літературних творів здатне надавати їм філософського характеру, «виводити» словесну тканину на образ буття як цілого, на картину світу, навіть якщо герої і оповідачі не схильні до філософування.